# (34611) Nacogdoches
(34611) Nacogdoches ist ein Asteroid des äußeren Hauptgürtels. Er wurde am 25. Oktober 2000 von den US-amerikanischen Astronomen W. Dan Bruton und Ryan M. Williams am Observatorium der Stephen F. Austin State University bei Nacogdoches in Texas entdeckt.
Benannt wurde der Asteroid am 20. November 2002 nach dem Ort der Entdeckung. (34611) Nacogdoches gehört der Themis-Familie an.